# Acacia castanostegia
Acacia castanostegia é uma espécie de leguminosa do gênero Acacia, pertencente à família Fabaceae.